# Johannes Lehmann (Journalist)
Johannes Lehmann (* 7. September 1929 in Madras, Indien; † 17. April 2011 in Stuttgart) war ein deutscher Journalist und Sachbuchautor.

## Leben
Lehmann wurde in Madras in Indien als Sohn des Missionars Arno Lehmann geboren. Ab 1934 lebte er mit seinen Eltern und seinen beiden jüngeren Brüdern in Dresden. Dort erlebte er im Zweiten Weltkrieg die Bombardierung durch die britischen und amerikanischen Luftstreitkräfte mit. Nach der Übersiedlung nach Halle an der Saale begann er ein Studium der Theologie. Von einem Aufenthalt in Schottland kehrte er nicht in die DDR zurück, sondern ging nach West-Berlin.
Lehmann ging nach Abschluss des Studiums der Publizistik, Philosophie und Psychologie nach Genf und übernahm dort das Pressebüro des Lutherischen Weltbundes, über dessen Arbeit er seine Dissertation verfasste. Drei Jahre arbeitete er danach in der Zentrale der Deutschen Presse-Agentur in Hamburg, bevor er 1964 zum Süddeutschen Rundfunk in Stuttgart zunächst in die Kirchenfunkredaktion, später in die Literatur wechselte.
Anregungen für seine Bücher holte sich Johannes Lehmann auf vielen Reisen durch Griechenland, Israel, Jordanien, Syrien, Ägypten oder die Türkei. Beim Besuch der Höhlen von Qumran am Toten Meer entstand die Idee der späteren dreizehnteiligen Sendereihe über das Geheimnis des Rabbi J. In der vom SDR 1968 ausgestrahlten Reihe stellte er kirchenkritisch Jesus als Essener-Mönch dar und löste damit einen Skandal aus. Die Sendereihe erschien 1970 als Buch mit dem Titel Jesus-Report und wurde zum Bestseller. 1972 erschien der Folgeband Die Jesus-GmbH. Danach schrieb er u. a. für den Bertelsmann-Verlag zahlreiche Sachbücher, unter anderem über Die Hethiter, Die Kreuzfahrer und Die Staufer. Für die erste Fassung der Gute Nachricht Bibel 1968 übersetzte er die ersten beiden Evangelien.
Johannes Lehmann war verheiratet mit Ruth, geb. Lindenberg. Er hat zwei Töchter. Seine älteste Tochter, Christine Lehmann, ist Rundfunkredakteurin und Schriftstellerin.
Seine beiden Brüder lebten als Pfarrer in der DDR. Theo Lehmann galt dort als Vater des Jugendgottesdienstes und war Evangelist. Der jüngste Bruder, Joachim Lehmann, lebte als Pfarrer und Maler in Cospeda bei Jena.

## Werke
- Jesus Report. Protokoll einer Verfälschung, Econ-Verlag, Düsseldorf 1970, ISBN 3-426-00301-5.
- Die Jesus GmbH. Was Jesus wirklich wollte, Econ-Verlag, Düsseldorf 1972, ISBN 3-430-15867-2.
  - Das Geheimnis des Rabbi Jesus. Die Wahrheit von Qumran und was Urchristen und Kirche daraus machten, überarbeitete Ausgabe von Report und GmbH, Rasch & Röhring, Hamburg 1993, ISBN 3-89136-486-5; Fourier, Wiesbaden 1996, ISBN 3-925037-87-X.
- Die Hethiter. Volk der tausend Götter, C. Bertelsmann, München 1975, ISBN 3-570-02610-8; Gondrom, Bindlach 1992, ISBN 3-8112-0936-1.
- Die Kreuzfahrer. Abenteurer Gottes, C. Bertelsmann, München 1976, ISBN 3-570-00282-9; Gondrom, Bindlach 1991, ISBN 3-8112-0902-7.
- Die Staufer. Glanz und Elend eines deutschen Kaisergeschlechts, C. Bertelsmann, München 1978, ISBN 3-570-00128-8; Gondrom, Bindlach 1991, ISBN 978-3-8112-0903-9.
- Buddha. Leben, Lehre, Wirkung, Bertelsmann, München 1980, ISBN 3-570-01764-8; Orbis, München 2001, ISBN 3-572-01247-3.
- Moses – der Mann aus Ägypten, Hoffmann und Campe, Hamburg 1983, ISBN 3-455-08724-8; Tb-Titel: Moses. Religionsstifter und Befreier Israels, Heyne, München 1985, ISBN 3-453-55132-X.
- Unser armer Schiller. Eine respektlose Annäherung, Rowohlt, Reinbek 2005, ISBN 978-3-499-23270-1; Silberburg Verlag, Tübingen 2009, ISBN 978-3-87407-834-4.